# Creativitate
Creativitatea este un proces mental și social care implică generarea unor idei sau concepte noi, sau noi asocieri ale minții creative între idei sau concepte existente.
Creativitatea este un concept multidimensional și se poate manifesta în multiple domenii. Identificarea și cuantificarea naturii creativității constituie obiective dificile. Conceptul de creativitate poate fi definit din perspectiva unor discipline diferite: psihologie, psihologie socială, științe cognitive, arte, inteligență artificială, filozofie, economie, management etc. și deci la multe niveluri distincte: cognitiv, intelectual, social, economic, artistic, literar etc. Dificultatea definirii creativității rezidă în asocierile particulare ale acestui concept cu artele, în natura complexă a creativității și în varietatea teoriilor care au fost dezvoltate pentru a o explica. Mulți oameni asociază creativitatea în special cu artele: muzica, teatrul, dansul, literatura etc. care sunt deseori denumite „arte creative”. Așa cum s-a precizat mai sus, creativitatea nu este proprie numai pentru arte, ci este la fel de fundamentală pentru progresele din științe, din matematică, tehnologie, politică, afaceri și în toate domeniile vieții cotidiene.
Un termen înrudit cu creativitatea este creatologia, sugerat de Magyari-Beck, I. (1990) pentru studiul interdisciplinar al creativității,însă acest termen nu a fost general acceptat și este rareori utilizat.

## Definiții bazele creativității
Există numeroase definiții ale creativității, fără să fie formulată o definiție general acceptată. Unele definiții sunt contradictorii sau subiective, de aceea, în continuare, sunt citate câteva definiții din dicționare de referință, precum și definiții propuse de experți în studiul creativității.
În Dicționarul enciclopedic (1993) creativitatea este definită ca „trăsătură complexă a personalității umane, constând în capacitatea de a realiza ceva nou, original”.
Dicționarul Webster (1996) oferă trei semnificații ale creativității:
- starea sau calitatea de a fi creativ;
- abilitatea de a transcende ideile, regulile, modelele, relațiile tradiționale și de a crea noi și semnificative idei, forme, metode, interpretări etc.; originalitate sau imaginație;
- procesul prin care se utilizează abilitatea creativă.

Enciclopedia Britannica  prezintă o definiție concentrată pe obiectivele activității creative: creativitatea este „abilitatea de a face sau, altfel spus, de a produce ceva nou, fie o nouă soluție a unei probleme, fie o nouă metodă sau un dispozitiv nou sau un nou obiect artistic ori o nouă formă artistică”.
Dicționarul ROBERT (1996) include o definiție concisă: crėativitė -după engl. creativity - putere de creație, de invenție.
O definiție amplă a creativității a fost enunțată de Ellis Paul Torrance (1966): creativitatea este „un proces de sensibilizare la probleme, deficiențe, goluri în cunoștințe, elemente care lipsesc, dizarmonii etc.; identificarea dificultăților; căutarea de soluții sau formularea ipotezelor asupra deficiențelor: testarea și re-testarea acestor ipoteze și, posibil, modificarea și re-testarea lor; în final, comunicarea rezultatelor”.
Teresa M.Amabile,Ph.D. în Psihologie, profesor și șeful Unității de Management Antreprenorial la Harvard Business School (SUA), împreună cu coautorii  definesc creativitatea ca „producerea de idei noi și utile în orice domeniu” al activității umane, de la științe la arte, în educație, în afaceri sau în viața cotidiană.
Inovația constituie implementarea ideilor creative într-o organizație. Input-ul creativ este o parte esențială a rezolvării problemelor care apar în toate fazele procesului de inovație. Creativitatea persoanelor și echipelor „este o condiție necesară însă nu și suficientă pentru inovare” (cf. Teresa M. Amabile et al). Inovația de succes depinde și de alți factori, aceasta poate proveni nu numai din ideile creative care își au originea într-o organizație, ci și din idei create în altă parte (ca în transferul tehnologic).
Cercetările  sugerează că trei factori pot determina creativitatea individuală în orice situație:
- Experiența este „baza oricărei activități creative”. Aceasta îi oferă unei persoane cunoștințele tehnice, procedurale și intelectuale pentru a identifica elementele importante ale oricărei probleme particulare.
- Competențe de gândire creativă: se referă la modul imaginativ, inventiv și flexibil în care persoana abordează problemele; aceste competențe depind de trăsăturile personale (independență, orientare spre acceptarea riscului, toleranță pentru ambiguitate) și de tipul de gândire. Gândirea creativă se caracterizează prin abilitate puternică de a genera noi idei prin combinarea unor elemente anterior disparate.
- Motivația este în general acceptată ca fundamentală pentru creativitate,iar cei mai importanți factori motivanți sunt pasiunea intrinsecă (auto-motivația) și interesul intrinsec de a efectua lucrarea (obiectul creației), care sunt mai eficienți decât motivația extrinsecă (recompense,recunoaștere). Într-un sens, persoanele creative sunt la discreția propriilor valori și motivații și se ocupă cel mai bine de probleme pentru care au o puternică afinitate emoțională.

O definiție a creativității dată de National Advisory Committee on Creative and Cultural Education din Anglia  este următoarea: „O activitate imaginativă adaptată astfel încât să producă rezultate care sunt atât originale cât și de valoare”. Această definiție accentuează rezultatele,mai degrabă decât procesele de creație.
Caracteristicile proceselor de creație sunt clasificate,de regulă, în patru categorii.In primul rând,creativitatea implică totdeauna gândirea sau comportarea imaginativă. Activitatea imaginativă este un proces de generare a ceva original: oferirea unei alternative la ceea ce este convențional, de așteptat sau de rutină. În al doilea rând, în mod general, această activitate imaginativă are un scop precis: adică este direcționată spre atingerea unui anumit obiectiv sau rezolvarea unei probleme centrale. Uneori, obiectivul se modifică, atunci când apar noi idei și posibilități: uneori, de exemplu în procese de invenții sau descoperiri sunt identificate noi scopuri când produsul sau ideea inițială au apărut. În al treilea rând, aceste procese trebuie să genereze ceva original. Originalitatea poate fi de mai multe categorii: individuală (în raport cu rezultatul anterior al persoanei), relativă (față de grupul de care aparține) sau istorică (rezultatul este original în raport cu orice realizare anterioară în domeniul particular). În al patrulea rând, rezultatul trebuie să fie de valoare în raport cu obiectivul. „Valoarea” este aici o apreciere a unei anumite proprietăți a rezultatului. Există multe judecăți posibile ale valorii,în funcție de domeniul de activitate în chestiune: eficient, util, agreabil, valabil, tenabil (durabil).
Există multe aspecte ale creativității în funcție de domeniul de creație, însă o definiție ar include abilitatea de a combina cunoștințe din domenii anterior disparate, de a lua obiecte sau idei existente și a le combina în moduri diferite pentru noi scopuri. Astfel, o definiție simplă a creativității este: „acțiunea de a combina elemente anterior necombinate”  Arhivat în 11 mai 2009, la Wayback Machine.</ref>
Au fost propuse trei „tipuri” de creativitate (Florida, R., 2002): creativitatea tehnologică (invenția), creativitatea economică (antreprenoriat) și creativitatea artistică/culturală. Toate aceste dimensiuni ale creativității se află în corelație, implicând procese de gândire comune și completându-se reciproc. Economia creativă este rezultatul corelațiilor dintre tehnologii, arte și afaceri.
După Departamentul de Comerț și Industrie din Anglia Arhivat în 8 iunie 2009, la Wayback Machine.</ref> creativitatea poate fi definită ca „producerea de noi idei care sunt corespunzătoare pentru scopurile unor afaceri particulare”. Această definiție, orientată spre creativitatea economică, prezintă o preferință pentru termenul inovație și consideră creativitatea ca prima fază din procesul de inovare. Creativitatea are un rol în amplificarea tuturor aspectelor performanței în afaceri - de la proiectarea noilor produse și servicii până la introducerea lor în producție, marketingul și distribuția/livrarea acestora. Pe de altă parte, este un fapt curent să se asocieze creativitatea cu diferite sectoare cum sunt filmul, muzica, pictura sau designul. Activitățile creative care se bazează pe creativitate individuală, competențe și talent pot include publicitatea, filmul și video, arhitectura, muzica, pictura, artele de reprezentații (în engleză performance), jocuri pe calculator, software, televiziune și radio, designul în modă etc.
În privința tipurilor de creativitate, au fost propuse și alte categorii: creativitatea științifică, creativitatea artistică și creativitatea conceptuală.
Creativitatea științifică, în termenii cei mai simpli, implică descoperirea unor adevăruri științifice. Creativitatea științifică a fost tratată pe larg în cartea lui Abraham Moles (1957), La crėation scientifique .
Creativitatea artistică este aptitudinea de a reda lucruri apreciate pentru frumusețea lor estetică; există doar la indivizii cu predispoziție vizuală și tactilă pentru artă.
Creativitatea conceptuală implică crearea de soluții sub forma de concepte relevante unice, pentru problemele existente și emergente. În acest sens, creativitatea este procesul mental care implică generarea unor noi idei sau concepte, sau a unor noi asocieri între ideile, cunoștințele sau conceptele existente.
Cercetătorii asupra creativității, majoritatea lor din domeniul psihologiei, pretind, de obicei, că a fi creativ înseamnă a produce ceva nou (original, neașteptat) și adecvat (adaptiv, referitor la constrângerile sarcinii date). Subsumate criteriului de adecvanță sunt calitățile de a fi corespunzător, a fi util și a avea valoare, conform cu unele criterii externe.
Cel puțin trei aspecte ale creativității au atras mai multă atenție.
- Procesul de creație, care a beneficiat de cea mai mare atenție, se concentrează pe mecanismele și fazele implicate, care fac parte din actul de creație.
- Al doilea aspect al creativității este persoana creativă, trăsăturile sale de personalitate. Atmosfera și influența mediului/sistemului sociocultural au legătură cu situația creativă, pot determina nivelul și frecvența comportării creative.
- În sfârșit, au fost explorate criteriile sau caracteristicile produselor creației. Acest aspect are o importanță particulară, deoarece constituie baza oricărei evaluări a performanței creativității în lumea reală și poate deschide „o fereastră” asupra altor aspecte ale creativității. Cea mai obișnuită metodă pentru măsurarea creativității produselor utilizează rating-uri ale unor experți în domeniul dat. Tehnica evaluării consensuale (CAT) este un exemplu al acestei abordări.

Gândirea creativă poate fi divizată în raționamentul divergent și cel convergent.
Gândirea divergentă este aptitudinea intelectuală de generare creativă, cu fluență și viteză,a unor soluții multiple,originale,neobișnuite,diverse și elaborate la o problemă stabilită. J.P. Guilford (1954) a considerat această trăsătură cognitivă ca fiind cel mai important ingredient al creativității; creativitatea se bazează pe gândirea divergentă. Cele mai importante caracteristici ale gândirii divergente sunt: flexibilitatea mentală, originalitatea, fluența și inventivitatea. Gândirea divergentă este exemplificată de bogăția ideilor și originalitatea acestora.
Gândirea convergentă este aptitudinea intelectuală de a evalua în mod logic idei/soluții, de a critica și a opta pentru soluția cea mai avantajoasă a unei probleme date, dintr-o selecție de soluții. Gândirea convergentă este raționamentul analitic, măsurat prin teste de inteligență. Răspunsul formulat este unic și riguros determinat, reprezentând cea mai bună soluție potențială. Acest tip de gândire este utilizat după evaluarea unui set de idei, informații sau alternative.
Ambele aptitudini par să fie necesare pentru rezultatul - output-ul creativ. Gândirea divergentă este esențială pentru noutatea produselor creative, în timp ce gândirea convergentă este fundamentală pentru a ajunge la concluzia adecvată, specifică pentru situația dată. Gradul de predominanță variază în funcție de sarcină sau ocupație: un matematician poate manifesta mai multă gândire convergentă, pe când un artist va prezenta mai multă gândire divergentă.

## Creativitate și inteligență
Relația dintre creativitate și inteligență a fost studiată, între alții, de Robert J. Sternberg (1999) în manualul Handbook of Creativity . Sternberg afirmă că există trei aspecte principale care sunt fundamentale pentru creativitate: abilitatea sintetică, abilitatea analitică și abilitatea practică. Aceste trei aspecte decurg din teoria „triarhică” (formată din trei aspecte) a inteligenței umane, promovată de R. J. Sternberg.
- Abilitatea sintetică (creativă): abilitatea de a genera idei care sunt noi, de înaltă calitate și adecvate pentru sarcina prescrisă. Această abilitate include gândirea divergentă. O caracteristică a acestui aspect este abilitatea de a redefini problemele într-un mod complet diferit și de a gândi în mod intuitiv și pătrunzător.
- Abilitatea analitică: gândirea critică/analitică este implicată în creativitate ca abilitate de a judeca valoarea propriilor gânduri și soluții posibile,de a evalua punctele lor tari și slabe și de a sugera căi de îmbunătățire a acestora.
- Abilitatea practică: abilitatea de a aplica competențele intelectuale în contexte cotidiene și de a „vinde” sau a comunica ideile creative la alții. Este abilitatea de a traduce abstracțiile și teoriile în aplicații realiste.

Inteligența superioară este comună multor persoane creative. Totuși, multe studii ale relației creativității cu inteligența au arătat că inteligența generală extremă nu stimulează, în mod necesar, creativitatea. „Ipoteza de prag” propusă de Ellis Paul Torrance susține că un grad ridicat de inteligență pare să fie o condiție necesară dar nu și suficientă pentru o creativitate superioară.
Un coeficient de inteligență sau IQ „de prag” ar avea valoarea de 120, adică:
- sub IQ = 120, creativitatea este dependentă de inteligență;
- peste IQ = 120, creativitatea este independentă de inteligență.

Totuși, cercetările asupra „ipotezei de prag” au produs rezultate mixte, care s-au extins de la sprijinul entuziast până la combatere și respingere.
Deasupra nivelului „de prag” inteligența se corelează destul de slab cu creativitatea -adică o persoană foarte inteligentă poate avea slabe rezultate la testele de creativitate. Însă subiecții cu performanțe ridicate la testele de creativitate aveau la testele de inteligență cote cel puțin mijlocii, de unde rezultă necesitatea inteligenței pentru o creativitate superioară. Există diferențe specifice ale gradului de inteligență necesar: inteligența este mai importantă în creativitatea științifică, având un rol mai mic în arte (pictură, muzică etc.). Se întâlnesc însă și semnificative excepții față de această aserțiune! În științe este esențială „sensibilitatea la probleme” care stimulează spiritul de investigație; în arte este importantă sensibilitatea ca ecou afectiv al evenimentelor care animă ideile și succesiunea imaginilor. Psihologul american Ellis Paul Torrance (1915-2003), împreună cu colaboratorii săi au elaborat o metodă de benchmarking pentru cuantificarea creativității, care a fost denumită „Testele Torrance ale Gândirii Creative (TTCT)” . Aceste teste de gândire divergentă au măsurat:
- Fluența. Numărul total de răspunsuri interpretabile, semnificative și relevante la stimuli.
- Flexibilitatea. Varietatea categoriilor de răspunsuri relevante la problema dată.
- Originalitatea. Răspunsuri care sunt neașteptate, neobișnuite, unice sau statistic rare.
- Elaborarea. Adăugarea de detalii pertinente.

În 1990 Torrance a eliminat scala de flexibilitate,deoarece aceasta prezenta o corelație ridicată cu fluența.
Testele TTCT au devenit unele dintre cele mai utilizate măsuri ale creativității, inclusiv pentru evaluarea efectelor programelor educaționale în școli, a programelor curriculare și a procedurilor de învățământ creativ. Utilizarea repetată, în timp, a testelor TTCT la câteva mii de copii din școala elementară a dovedit că acestea sunt printre cele mai valide dintre toate testele de creativitate. Testele TTCT au fost traduse în peste 30 limbi și sunt utilizate ca instrument pentru evaluarea potențialului creativ.

## Caracteristici ale persoanelor creative
Persoanele creative posedă multe caracteristici/trăsături distincte care le diferențiază semnificativ de persoanele mai puțin creative sau chiar necreative. Davis (1999) a „inventariat” peste 200 trăsături de personalitate și adjective ale atitudinii creative, găsite în literatură asupra creativității, și le-a împărțit în trăsături pozitive, social dezirabile și trăsături negative, potențial supărătoare. Dintre acestea, în ordinea caracteristicilor importante sunt: imaginația, sensibilitatea la probleme, curiozitatea, intuiția, descoperirea ideilor, toleranța pentru ambiguitate, independența (autonomia), originalitatea etc..
Independența (autonomia). Persoanele creative tind să fie independente, nonconformiste în gândire și acțiune, sunt relativ neinfluențate de alții. Autonomia este o trăsătură care înglobează și alte dispoziții sociale: introversiunea, motivația intrinsecă, autoîncrederea, dorința de solitudine, insatisfacția cu statu-quo.
Imaginația constituie o aptitudine importantă și se bazează pe anumite predispoziții ereditare, pentru sinteza unor noi imagini, noi idei.. Imaginația creativă desemnează capacitatea unui individ de a efectua o activitate creatoare, adesea generalizată la întreaga capacitate inventivă (Henri Piėron, 2001) . Dezvoltarea imaginației presupune însă multă muncă în procesul de creație. De exemplu, Thomas Alva Edison, inventatorul american, susținea că geniul este 99% transpirație și 1% inspirație. Dar teza lui Edison nu se aplică deloc în cazul lui Wolfgang Amadeus Mozart, capabil să compună o sonată în câteva zile. Imaginația creativă este un mod de gândire în esență generativ (de noi idei, conexiuni, analogii) și a devenit sinonimul conceptului de „creativitate”.
Sensibilitatea la probleme. Este o trăsătură esențială pentru rezolvarea eficientă a problemelor. Persoana creativă are capacitatea de a observa ceea ce este neobișnuit și diferit, de a vedea potențiale nerealizate în situații date, de a observa asemănări și analogii în experiențe diferite.
Intuiția- (în engleză insight) este o descoperire bruscă, o revelație a unui adevăr, a soluției unei probleme etc. în cursul unei „învățări” prin încercare și eroare. O personalitate intuitivă observă relațiile, implicațiile, are o sensibilitate sporită la detalii și regularități.
Originalitatea. Persoana creativă prezintă originalitate în gândire și idei, vede lucrurile în modalități noi. Originalitatea se exprimă și prin aptitudinea de a lăsa la o parte sistemele ferm structurate și stabilite, de a dizolva sintezele existente și de a utiliza elementele și concepțiile în afara contextelor inițiale, pentru a crea noi combinații, noi sisteme de relații.
Într-un portal de creativitate [nefuncțională]
 Robert Alan Black prezintă definițiile a „32 trăsături ale persoanelor creative”. Cu cât o persoană dispune de mai multe dintre cele 32 trăsături, cu atât este mai creativă sau are un potențial să devină astfel.

## Modele ale procesului de creație
Mulți psihologi consideră creativitatea ca un proces format din faze (etape), parcurse pentru rezolvarea problemelor sau inventarea noilor produse.
Unii experți resping totuși concepția că creativitatea poate fi descrisă ca o succesiune de faze ale unui model. De exemplu, Vinacke (1953) consideră că gândirea creativă în arte nu urmează un model segmentat în faze. Totuși, astfel de opinii contrare sunt minoritare. În realitate, modelele proceselor creative sunt utile în ghidarea creativității și inovației, însă nu trebuie utilizate prea rigid, într-o succesiune fixă a fazelor, pot exista devieri de la un model, într-o situație dată.
Unul dintre modelele timpurii ale procesului de creație a fost propus de Graham Wallas (1858-1932),profesor de Științe Politice la London School of Economics, în cartea sa The Art of Thought (Arta gândirii) (1926). Modelul propus inițial de Wallas conținea 5 faze:
- Pregătire: este o fază de preparare, când are loc definirea, observarea și studiul problemei, se adună informații și materiale de bază asupra problemei, pentru a construi o cunoaștere solidă a subiectului (domeniului). Persoana creativă trebuie să cunoască bine domeniul său de specializare, înainte de a se aștepta ca ideile să apară în acel domeniu.
- Incubație: este o perioadă în care problema este lăsată deoparte, pentru o vreme care poate dura minute, săptămâni sau chiar ani. În perioada de incubație problema este internalizată în inconștient, după angajarea activă de la început, gânditorul creativ se ocupă de altceva, complet diferit, iar momentele „aha” (care exprimă triumful revelației) vor apărea ca rezultat al gândirii inconștiente.
- Intimare (avertizare): o fază asociată cu un sentiment care precede deseori intuiția creativă.
- Iluminare: noua idee sau viziune creativă apare brusc (ca un „flash”) din procesarea inconștientă a informației. În știință se vorbește de „intuiție”,în arte este considerată „inspirație”. Ideile iluminante pot fi declanșate uneori de diferite experiențe, utilizând metafore, observând natura, ascultând muzică etc. Este o fază misterioasă, dificil de descris.
- Verificare: în această fază finală, cunoscută și ca validare, se întreprind activități pentru a verifica dacă ideea „fericită” apărută prin iluminare rezolvă într-adevăr problema, dacă este necesară o eventuală eliminare a unor erori sau lacune.

Modelul Wallas a fost prezentat ulterior în patru faze, cu „intimarea" considerată ca o sub-fază. Împărțirea pe faze a procesului de creație a fost în general acceptată de cercetătorii ulteriori, cu unele modificări ale denumirilor sau numărului fazelor. Totuși,este de menționat că modelul Wallas nu este absolut original,ci își are originea în conferința susținută de matematicianul Henri Poincaré în 1908 la Institutul General de Psihologie din Paris, despre „Creația matematică”..H.Poincaré descrie procesul de creație (în matematică) prin succesiunea a două faze: a) combinarea elementelor de cunoștințe (în gândirea inconștientă); b) alegerea ulterioară a combinațiilor bune.
Rolul gândirii inconștiente a fost relevat de Henri Poincaré care afirma că iluminarea este un „semn manifest al unei activități inconștiente anterioare, îndelungate” care apare după o perioadă de odihnă. În opinia sa, cea mai mare parte a creativității apare în subconștient, unde mintea „alege” acele combinații care sunt fructuoase, după care urmează o perioadă de activitate conștientă.
Frank X. Barron (1988), profesor de psihologie la University of California (SUA), a pus de asemenea un important accent pe inconștient și procese întâmplătoare, în Modelul de Creație Psihica.
Modelul Barron presupune existența a patru faze:
٭ Concepția, într-o minte pregătită
٭ Gestația, coordonată complicat în timp
٭ Nașterea, suferința emergenței la lumină
٭ Creșterea noului copil, perioada de dezvoltare ulterioară.
Modelul Barron sprijină punctul de vedere popular asupra creativității ca proces misterios care implică gândirea inconștientă, în afara controlului direct al persoanei creative.
J. Rossman (1931) a investigat procesul de creație prin examinarea chestionarelor completate de 710 inventatori si a extins modelul original al lui Wallas la șapte faze, care constituie așa-numitul model de creativitate al lui Rossman:
٭ Observarea unei necesități sau a unei dificultăți
٭ Analiza necesității
٭ Analiza întregii informații disponibile
٭ Formularea tuturor soluțiilor obiective
٭ Analiza critica a acestor soluții (avantaje, dezavantaje)
٭ Nașterea noii idei - invenția
٭ Experimentarea pentru a testa cea mai promițătoare soluție, selectarea și perfecționarea alcătuirii finale.
Alex Osborn (1953), creatorul metodei brainstorming pentru stimularea gândirii creative, a optat pentru o teorie similară de echilibru între imaginație și analiză în modelul său de gândire creativă.
Modelul Osborn include șapte faze: orientarea, pregătirea, analiza,ideația, incubația, sinteza și evaluarea.
Alex Osborn (op. cit.) și Sid J. Parnes (1992) au dezvoltat procesul (sau modelul) rezolvării creative a problemelor (CPS), denumit și procesul Osborn-Parnes, care alternează fazele de gândire divergentă și convergentă. Procesul CPS a beneficiat de dezvoltări în mai multe variante succesive, de la versiunea 1 pînă la versiunea 6.1, elaborate de Isaksen, S.G. și Trefflinger, D.J. (1985). Procesul CPS este prezentat, de obicei, în 6 pași.
٭ Stabilirea obiectivului
٭ Stabilirea datelor (sau faptelor)
٭ Formularea problemei
٭ Generarea ideilor
٭ Alegerea unei soluții
٭ Obținerea acceptării soluției
Generarea unor idei multiple, prin utilizarea metodei brainstorming, este critică pentru rezolvarea eficientă, creativă a problemelor, prin aplicarea procesului CPS.
Koberg, D. și Bagnall, J. (1981) au propus un model de rezolvare creativă a problemelor care este cunoscut și sub denumirea de modelul călătorului universal. Fazele propuse în acest model sunt următoarele.
- Acceptarea situației (ca o provocare)
- Analiza (pentru a descoperi contextul problemei)
- Definirea (principalele probleme și obiective)
- Ideația (generarea opțiunilor de rezolvare a problemei)
- Selectarea (alegerea celei mai convenabile alternative)
- Implementarea (realizarea formei fizice a ideii)
- Evaluarea (analizarea și o nouă planificare a acțiunilor următoare).

Se observă că ideația- focarul tradițional al instrumentelor de stimulare a gândirii creative, ca de exemplu brainstorming, este precedată și urmată de gândirea deliberată, analitică și practică.
Modelul Geneplore. Ronald A. Finke et al (1992) au încercat să identifice procesele și structurile cognitive specifice care contribuie la actele și produsele creative, pentru a dezvolta noi tehnici pentru studierea creativității în contextul experimentelor științifice controlate. Acești specialiști au elaborat Modelul Geneplore care consideră că cogniția (cunoașterea) creativă este o interacțiune între procese generative și procese exploratorii. În baza acestui model, invenția creativă are loc în două faze de procesare principale. În faza generativă, persoana construiește reprezentări mentale denumite structuri preinventive, care sunt utilizate pentru a reprezenta noi șabloane vizuale, forme noi ale obiectelor, exemplare categoriale, modele mentale și combinații verbale. Aceste structuri au diferite proprietăți emergente (noutate, semnificație implicită, divergență) care sunt exploatate în a doua fază, denumită faza exploratorie. Cogniția creativă rezultantă poate fi concentrată sau extinsă, conform cu cerințele sarcinii sau necesitățile individuale, prin modificarea structurilor preinventive și apoi repetarea ciclului. Pot fi impuse constrângeri asupra produsului final în orice moment, în timpul fazei generative sau exploratorii (op.cit.,p. 18).
Modelul procesului de creație propus de Robert Fritz (1991) prevede următoarele etape: 1) Concepția. 2) Viziunea. 3) Analiza realității curente. 4) Inițierea unor acțiuni. 5) Ajustare, învățare, evaluare, ajustare. 6) Construirea impulsului creativ. 7) Terminare. 8) Utilizarea creației realizate.
R. Fritz identifică începutul unui proces creativ cu acțiunile creative de concepție și viziune, urmate de analiza realității, acțiune, evaluare,examinarea detaliată a opțiunilor publice și terminarea procesului. R. Fritz afirmă că procesul de creație are o natură ciclică.

## Instrumente pentru stimularea creativității
Instrumentele (sau tehnicile) creativității sunt metode euristice pentru facilitarea și stimularea creativității unei persoane sau unui grup de persoane. În raportul EIRMA (Asociația Europeană de Management al Cercetării Industriale) din 2004 Arhivat în 5 ianuarie 2005, la Wayback Machine.</ref> au fost prezentate principalele instrumente de stimulare a creativității, folosite de diferiți utilizatori: brainstorming, metoda matricii morfologice (de Fritz Zwicky), diagrama Ishikawa, diagrama Pareto, chestionare, scheme cu sugestii, analiza metaforică, metoda scenariilor, Diagrama De ce-De ce (Why-Why -in l. engl.).
Există însă și alte tehnici de creativitate, între care se includ metoda gândirii laterale a lui Edward de Bono, sinectica (elaborată de William Gordon), matricea descoperirilor a lui Abraham Moles, metoda TRIZ (Teoria Reșenia Izobretatelskih Zadaci- în l. rusă), în traducere: Teoria rezolvării problemelor inventive, elaborată de Genrich S. Altshuller și colaboratorii și altele.
Brainstorming este instrumentul cel mai utilizat pentru stimularea creativității și este perceput ca fiind de cea mai mare valoare.

## Măsurarea creativității
Există multiple instrumente și metode de măsurare a creativității, însă nu a fost elaborată până acum o măsură standardizată, general acceptată.
Metode bazate pe gândirea divergentă. John Houtz și Damon Krug (1995) au prezentat o trecere în revistă a diferitelor teste dezvoltate pentru evaluarea creativității. In categoria metodelor de gândire divergentă, Houtz și Krug (1995) includ Testele Torrance ale Gândirii Creative (TTCT),prezentate mai sus în secțiunea Creativitate și inteligență, Testele Wallach și Kogan (Wallach and Kogan,1965), Bateria de teste Guilford. Testele Torrance se bazează pe modelul Structurii Intelectului (SOI) al lui Guilford (Guilford, J.P., 1962), care includea unele măsuri ale gândirii divergente. Deci, acestea măsoară creativitatea prin gândirea divergentă.
Bateria de teste Guilford a diferențiat circa 180 de tipuri diferite de gândire, incluzând multe forme de gândire divergentă.
Bateria Guilford constă din zece teste individuale care măsoară diferite aspecte ale producției divergente.Aceste teste sunt: 1) Titluri ale unor povestiri (producția divergentă de unități semantice); 2) Ce este de făcut cu aceasta (producția divergentă de clase semantice); 3) Semnificații similare (producția divergentă de relații semantice); 4) Scrierea unor afirmații (producția divergentă de sisteme semantice); 5) Tipuri de oameni (producția divergentă de implicații semantice); 6) A face ceva în afara uzualului (producția divergentă de unități figurative); 7) Grupe de litere diferite (producția divergentă de clase figurative); 8) Execuția de obiecte (producția divergentă de sisteme figurative); 9) Litere ascunse (producția divergentă de transformări figurative); 10) Adăugarea de decorațiuni (producția divergentă de implicații figurative). Fiecare dintre aceste sarcini este notată în ceea ce privește fluența și originalitatea.
Abordări psihometrice, biografice și istoriometrice. Au fost efectuate studii de măsurare a creativității care au urmărit să descopere caracteristicile personalităților creative. Aceste studii pot fi împărțite în abordări psihometrice, biografice și istoriometrice.
În abordările psihometrice studiile încearcă „să măsoare aspectele creativității asociate cu oamenii creativi” . Instrumentele în acest domeniu de studiu al creativității constă din liste de trăsături ale personalităților, liste de control pentru adjective ca rapoarte proprii, cercetări biografice și măsuri ale interesului și atitudinilor. O listă de control celebră este Lista de control cu adjective (ACL) elaborată de Gough (1952). Această listă constă din 300 cuvinte-descriptori pe care o persoană le poate verifica, fiind auto-descriptive.
Khatena și Torrance (1977) au dezvoltat un test de creativitate denumit Inventarul Percepției Creative, care cuprinde două măsuri ale percepției creative și anume: Ce tip de persoană ești? (What Kind of Person Are You?)-în l.engl. (testul WKOPAY) și Ceva despre mine însumi (Something About Myself – SAM). Dintre acestea, SAM măsoară înclinațiile artistice, inteligența, individualitatea, sensibilitatea, inițiativa etc., iar WKOPAY măsoară imaginația disciplinată, auto-încrederea, atracția pentru autoritate, curiozitatea etc.
Abordările biografice implică studii de caz ale creatorilor eminenți, „utilizând metodologii de cercetare calitativă”.
Abordările istoriometrice sunt de asemenea concentrate pe studiul creatorilor eminenți, care „au rămas” în istorie. Prin analiza cantitativă a înregistrărilor biografice și istorice referitoare la creatorii eminenți, istoriometria încearcă să măsoare creativitatea.
Testele de creativitate la nivel individual necesită îndeosebi fie un anumit tip de gândire divergentă sau anumite trăsături de personalitate care au fost asociate cu comportarea creativă.
Indicatori de creativitate. Florida, R.(2002) a creat un „indicator de creativitate” care nu măsoară creativitatea per se, ci ține seama de factorii care sunt asociați cu creșterea economică urbană. Indicatorul de creativitate propus pentru creșterea economică este compus din trei indici care se referă, respectiv, la Tehnologie, Talent și Toleranță („teoria celor trei T”). R. Florida (2002) susține că succesul economic al centrelor urbane este asociat cu numărul persoanelor creative care pot fi atrase în regiunile caracterizate prin „cei trei T”.
Orientându-se după cadrul structurat de Florida, KEA European Affairs (2006)  a propus un „Indice de creativitate european”. Acesta va necesita identificarea unui set de factori care conduc la creativitate, construirea unor indicatori adecvați în relație cu acești factori și stabilirea unui sistem de monitorizare a performanțelor de creativitate la niveluri naționale. Indicele de creativitate european conține patru sub-indici: Talent, Cultură,Tehnologie și Inovație, Diversitate.
Hui et al. (2005) au dezvoltat așa-numitul Indice de creativitate Hong Kong care distinge între patru forme de capital și rezultate ale creativității, în care creativitatea este un proces social, generat și restricționat continuu de valori, norme, practici și structuri ale capitalului social, capitalului cultural și dezvoltării capitalului uman; o contribuție importantă are de asemenea accesibilitatea și disponibilitatea capitalului structural/institutional. Efectele cumulate ale acestor forme diferite de capital sunt rezultatele creativității, care pot fi măsurate în termenii rezultatelor economice, activităților stimulative și altor forme de bunuri, servicii și realizări creative. Indicatorii utilizați de Hui et al. (2005) sunt listați în, Anexa 4.
Un indice de creativitate utilizat în USA este Indicele de creativitate MBTI (Myers-Briggs Type Indicator)
Studiile internaționale existente, de exemplu PISA (Programme for International Student Assessment) sau TIMMS (Trends in International Mathematics and Science Study) sunt îndeosebi teste de gândire convergentă, în care toate itemurile propuse reclamă numai un singur răspuns corect. Itemurile (în PISA) au fost construite nu pentru a măsura creativitatea ci pentru a evalua nivelul de competență într-un domeniu. „Pare costisitor și probabil nu foarte eficient de a utiliza PISA sau altă scală internațională ca măsură a creativității.” .